# Glow (canción de Kelly Clarkson y Chris Stapleton)
"Glow" es una canción de la cantante estadounidense Kelly Clarkson y Chris Stapleton de su noveno álbum de estudio y segundo álbum navideño, When Christmas Comes Around... (2021). Escrito por Clarkson, Danja, Jason Halbert, Hayley Warner y Jesse Thomas, Atlantic Records lanzó un sencillo promocional el 15 de octubre de 2021.

## Antecedentes y lanzamiento
"Glow" es una conmovedora balada navideña country escrita por Clarkson, Danja, Jason Halbert, Hayley Warner y Jesse Thomas. Producida por Halbert, la canción trata sobre la persona especial que falta en una Navidad perfecta. Stapleton, quien anteriormente había coescrito una canción para Clarkson en la banda sonora de la película Trolls World Tour, fue invitada por Clarkson a grabar la canción con ella mientras grababa las otras pistas del álbum con Jesse Shatkin. Lanzado por primera vez en plataformas de transmisión el 15 de octubre de 2021, "Glow" estaba originalmente programado para enviarse a las estaciones de radio country como el segundo sencillo de When Christmas Comes Around... el 18 de octubre de 2021, pero luego se retiró de la rotación.

## Recepción crítica
En su reseña del álbum, Mike Dewald de Riff Magazine escribió que la interpretación vocal de Stapleton complementa perfectamente la de Clarkson. El personal de Country Now también compartió el mismo sentimiento. Michael Major de BroadwayWorld destacó la pista como un "destacado alegre" en el álbum.